# Syd Barrett (album)
Syd Barrett è un doppio album del 1974 che raccoglie insieme gli unici due dischi solisti di Syd Barrett, The Madcap Laughs e Barrett, entrambi originariamente pubblicati in Gran Bretagna nel 1970.

## Il disco

### Copertina
Durante l'estate del 1965, Barrett ebbe la sua prima esperienza lisergica con l'LSD nel giardino di casa del suo amico Dave Gale, insieme a Ian Moore e Storm Thorgerson. Mentre era sotto l'effetto dell'acido, Barrett aveva messo un'arancia, una prugna, e una scatola di fiammiferi in un angolo, fissando intensamente i frutti, che secondo lui simbolizzavano i pianeti Venere e Giove. Thorgerson usò questa immagine per creare la copertina di Syd Barrett.

### Pubblicazione
Dopo l'incredibile successo riscosso da The Dark Side of the Moon dei Pink Floyd, la EMI decise di ristampare i primi album della band quando ancora Barrett faceva parte del gruppo, The Piper at the Gates of Dawn e A Saucerful of Secrets, riunendoli insieme nella raccolta intitolata A Nice Pair nella speranza che i fan fossero interessati a recuperare questi dischi. L'idea si rivelò un successo, principalmente negli Stati Uniti dove entrambi gli album erano passati quasi inosservati all'epoca della prima pubblicazione, quindi si pensò di fare la stessa cosa con i dischi solisti di Barrett, ex leader dei Floyd, sperando di riscuotere il medesimo successo.
La riedizione di The Madcap Laughs/Barrett raggiunse la posizione numero 163 in classifica, dando a Barrett il suo unico piazzamento in classifica negli Stati Uniti.

## Tracce
- Tutti i brani sono opera di Syd Barrett, tranne dove indicato diversamente.

### Disc 1 –The Madcap Laughs
Lato 1
1. Terrapin – 5:04
2. No Good Trying – 3:26
3. Love You – 2:30
4. No Man's Land – 3:03
5. Dark Globe – 2:02
6. Here I Go – 3:11

Lato 2
1. Octopus – 3:47
2. Golden Hair (Syd Barrett/James Joyce) – 1:59
3. Long Gone – 2:50
4. She Took a Long Cold Look – 1:55
5. Feel – 2:17
6. If it's in You – 2:26
7. Late Night – 3:11

### Disc 2 –Barrett
Lato 1
1. Baby Lemonade – 4:11
2. Love Song – 3:05
3. Dominoes – 4:09
4. It is Obvious – 3:00
5. Rats – 3:02
6. Maisie – 2:51

Lato 2
1. Gigolo Aunt – 5:47
2. Waving My Arms in the Air – 2:07
3. I Never Lied to You – 1:52
4. Wined and Dined – 2:59
5. Wolfpack – 3:41
6. Effervescing Elephant – 1:54

## Classifica
Album - Billboard
| Anno | Classifica | Posizione |
| ---- | ---------- | --------- |
| 1974 | Pop Albums | 163       |